# NGC 444
NGC 444 (другие обозначения — IC 1658, KCPG 28A, UGC 810, KUG 0113+308, MCG 5-4-7, ZWG 502.15, PGC 4561) — спиральная галактика в созвездии Рыбы. Открыта Р. Дж. Митчеллом в 1854 году, описывается Дрейером как «очень тусклый объект, сильно растянут в направлении 135°, в середине немного более яркий». Иногда открытие этого объекта, как и некоторых других, ошибочно приписывают Уильяму Парсону, ассистентом которого был Митчелл.
Дэвид С. Хеешен (англ. David S. Heeschen) с помощью 2,1-метрового телескопа обсерватории Китт-Пик обнаружил поляризованный свет, исходящий из центра NGC 444.
Этот объект входит в число перечисленных в оригинальной редакции «Нового общего каталога».
Галактика низкой поверхностной яркости в инфракрасном диапазоне. Чаще всего такие галактики небольшого размера, однако NGC 444 достаточно крупная. 
Галактика NGC 444 входит в состав группы галактик NGC 452. Помимо NGC 444 в группу также входят ещё 26 галактик.